# Conflans-en-Jarnisy
Pour les articles homonymes, voir Conflans.
Conflans-en-Jarnisy est une commune française située dans le département de Meurthe-et-Moselle en région Grand Est. Ses habitants sont les Conflanais. 

## Géographie
La ville est traversée par l'Orne. Au sud-est, l'Yron forme sa frontière avec la ville de Jarny, jusqu'au confluent avec l'Orne qui donne son nom à la ville.
|          | Abbéville-lès-Conflans | Labry |
| Boncourt | Conflans-en-Jarnisy    |       |
|          | Friauville             | Jarny |

### Hydrographie

#### Réseau hydrographique
La commune est dans le bassin versant du Rhin au sein du bassin Rhin-Meuse. Elle est drainée par la Vieille Riviere, le Longeau, le ruisseau des Rus, le ruisseau le Grijolot, l'Orne et l'Yron,.
Le Longeau, d'une longueur de 37 km, prend sa source dans la commune de Hannonville-sous-les-Côtes et se jette  dans l'Yron à Friauville, après avoir traversé 16 communes. 
Le Grijolot, d'une longueur de 11 km, prend sa source dans la commune de Mouaville et se jette  dans l'Orne sur la commune, après avoir traversé quatre communes. 

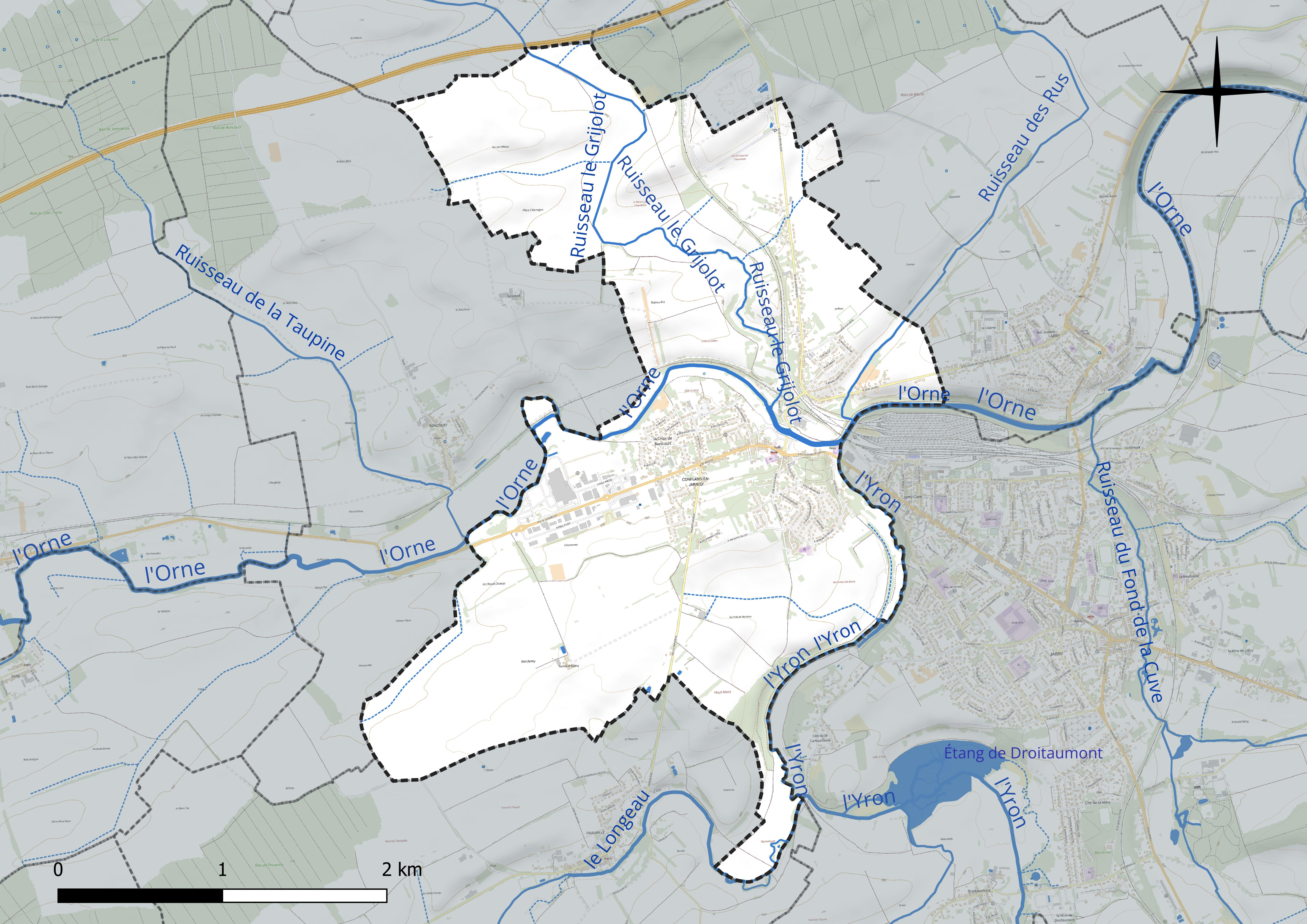
Réseau hydrographique de Conflans-en-Jarnisy.

#### Gestion et qualité des eaux
Le territoire communal est couvert par le schéma d'aménagement et de gestion des eaux (SAGE) « Bassin ferrifère ». Ce document de planification concerne le périmètre des anciennes galeries des mines de fer, des aquifères et des bassins versants hydrographiques associés qui s’étend sur 2 418 km2. Les bassins versants concernés sont celui de la Chiers en amont de la confluence avec l'Othain, et ses affluents (la Crusnes, la Pienne, l'Othain), celui de l'Orne et ses affluents et celui de la Fensch, le Veymerange, la Kiesel et les parties françaises du bassin versant de l'Alzette et de ses affluents (Kaylbach, ruisseau de Volmerange). Il a été approuvé le 27 mars 2015. La structure porteuse de l'élaboration et de la mise en œuvre est la région Grand Est. 
La qualité des cours d’eau peut être consultée sur un site dédié géré par les agences de l’eau et l’Agence française pour la biodiversité. 

### Climat
Pour des articles plus généraux, voir Climat du Grand Est et Climat de Meurthe-et-Moselle.
En 2010, le climat de la commune est de type climat des marges montargnardes, selon une étude du Centre national de la recherche scientifique s'appuyant sur une série de données couvrant la période 1971-2000. En 2020, Météo-France publie une typologie des climats de la France métropolitaine dans laquelle la commune est exposée à un climat semi-continental et est dans la région climatique  Lorraine, plateau de Langres, Morvan, caractérisée par un hiver rude (1,5 °C), des vents modérés et des brouillards fréquents en automne et hiver. 
Pour la période 1971-2000, la température annuelle moyenne est de 9,6 °C, avec une amplitude thermique annuelle de 16,6 °C. Le cumul annuel moyen de précipitations est de 781 mm, avec 12,1 jours de précipitations en janvier et 9,2 jours en juillet. Pour la période 1991-2020, la température moyenne annuelle observée sur la station météorologique de Météo-France la plus proche, « Doncourt-lès-Conflans », sur la commune de Doncourt-lès-Conflans à 6 km à vol d'oiseau, est de 10,7 °C et le cumul annuel moyen de précipitations est de 710,3 mm. 
La température maximale relevée sur cette station est de 40,9 °C, atteinte le 25 juillet 2019 ; la température minimale est de −16,5 °C, atteinte le 26 décembre 2010,,. 
Les paramètres climatiques de la commune ont été estimés pour le milieu du siècle (2041-2070) selon différents scénarios d'émission de gaz à effet de serre à partir des nouvelles projections climatiques de référence DRIAS-2020. Ils sont consultables sur un site dédié publié par Météo-France en novembre 2022.

## Urbanisme

### Typologie
Au 1er janvier 2024, Conflans-en-Jarnisy est catégorisée petite ville, selon la nouvelle grille communale de densité à sept niveaux définie par l'Insee en 2022.
Elle appartient à l'unité urbaine de Jarny, une agglomération intra-départementale regroupant trois  communes, dont elle est une commune de la banlieue,,. Par ailleurs la commune fait partie de l'aire d'attraction de Jarny, dont elle est une commune du pôle principal,. Cette aire, qui regroupe 8 communes, est catégorisée dans les aires de moins de 50 000 habitants,.

### Occupation des sols
L'occupation des sols de la commune, telle qu'elle ressort de la base de données européenne d’occupation biophysique des sols Corine Land Cover (CLC), est marquée par l'importance des territoires agricoles (75,1 % en 2018), en diminution par rapport à 1990 (81,3 %). La répartition détaillée en 2018 est la suivante : terres arables (62,5 %), zones urbanisées (14,4 %), prairies (12,6 %), zones industrielles ou commerciales et réseaux de communication (5,1 %), mines, décharges et chantiers (2,8 %), milieux à végétation arbustive et/ou herbacée (2,3 %), forêts (0,2 %). L'évolution de l’occupation des sols de la commune et de ses infrastructures peut être observée sur les différentes représentations cartographiques du territoire : la carte de Cassini (XVIIIe siècle), la carte d'état-major (1820-1866) et les cartes ou photos aériennes de l'IGN pour la période actuelle (1950 à aujourd'hui).

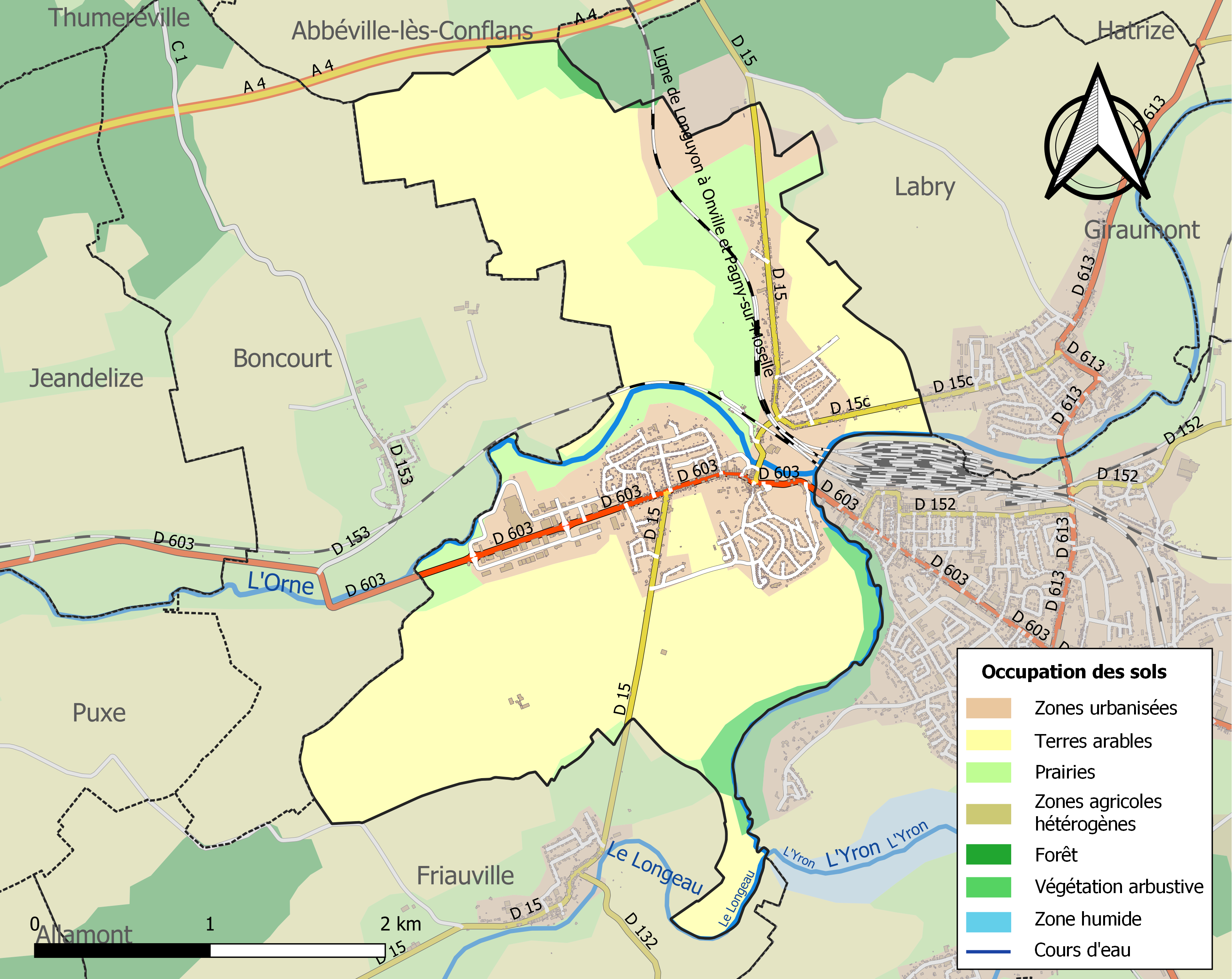
Carte des infrastructures et de l'occupation des sols de la commune en 2018 (CLC).

## Toponymie
Le nom de la localité est attesté sous les formes Confluentis (912) ; Confluenti oppidum (1093) ; Confluentia (1095) ; Conflentz (1144) ; Conflanz (1192) ; Conflans-le-Chastel et Conflans-la-Ville (1297) ; Conflan (1475) ; Conflant (1490) ; Confluentia (1520) ; Conflent (XVIIe siècle) ; Conflant (1635) ; Conflans-en-Jarnisy (1749).

Le terme Conflans vient du latin, confluens, confluentis (littéralement : réunion de deux cours d'eau) : le confluent.
Jarnisy est un ancien pays autour de Jarny, puis une ancienne communauté de communes française située dans le département de Meurthe-et-Moselle dans la région Grand Est.

## Histoire

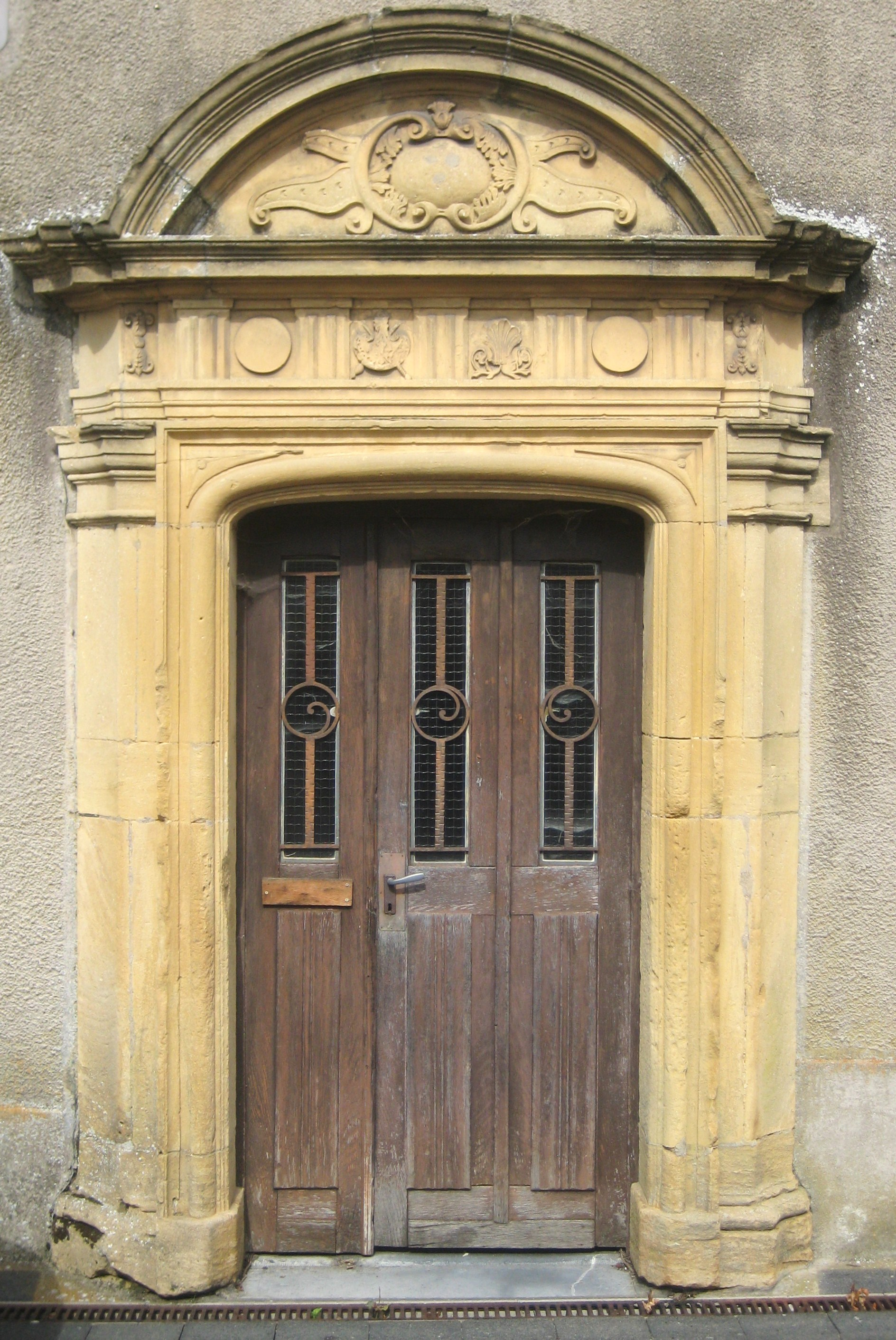
Vestige de l'ancien château fort.

- Présence gallo-romaine : une visière de casque romain d'apparat[21] (Ier ou IIe siècle) est découverte durant des travaux en 1908. Elle intègre en 2019 les collections du Musée d'Archéologie nationale de Saint-Germain-en-Laye[22],[23].
- Château mentionné en 1093.
- Place forte détruite par les Suédois en 1636.
- La commune s'appelait Conflans en Woëvre avant 1328.
- En 1817, Conflans en Jarnisy, village de l'ancienne province du Barrois rattaché au bailliage de Briey, au confluent de l'Orne et de l'Yron. À cette époque il y avait 369 habitants répartis dans 60 maisons.

## Politique et administration
| Période                                  | Période   | Identité                                   | Étiquette   | Qualité |
| ---------------------------------------- | --------- | ------------------------------------------ | ----------- | --- |
|                                          | 1904      | Victor Aimé Grandjean                      | Républicain | Docteur en médecine Conseiller général du canton de Conflans-en-Jarnisy (1901-1904)                                       |
| mai 1929                                 | juin 1958 | Paul Filiot                                |             | Chef d'entreprise |
| mars 1973                                | mars 1983 | Paul Pross                                 | PCF         | Cheminot retraité |
| mars 1983                                | mars 2008 | Jean-Pierre Maubert                        | PCF         | |
| mars 2008                                | mars 2014 | Évelyne Didier                             | PCF         | Enseignante Sénatrice de Meurthe-et-Moselle (2001-2017) Conseillère générale du canton de Conflans-en-Jarnisy (1998-2011) |
| mars 2014                                | En cours  | Alain Lemey Réélu pour le mandat 2020-2026 | SE          | Enseignant retraité |
| Les données manquantes sont à compléter. |           |                                            |             | |

## Population et société

### Démographie
L'évolution du nombre d'habitants est connue à travers les recensements de la population effectués dans la commune depuis 1793. Pour les communes de moins de 10 000 habitants, une enquête de recensement portant sur toute la population est réalisée tous les cinq ans, les populations de référence des années intermédiaires étant quant à elles estimées par interpolation ou extrapolation. Pour la commune, le premier recensement exhaustif entrant dans le cadre du nouveau dispositif a été réalisé en 2008.

En 2022, la commune comptait 2 378 habitants, en évolution de +0,85 % par rapport à 2016 (Meurthe-et-Moselle : −0,13 %, France hors Mayotte : +2,11 %).
| 1793 | 1800 | 1806 | 1821 | 1836 | 1841 | 1861 | 1866 | 1872 |
| ---- | ---- | ---- | ---- | ---- | ---- | ---- | ---- | ---- |
| 522  | 364  | 390  | 398  | 421  | 440  | 511  | 508  | 525  |

| 1876 | 1881 | 1886 | 1891 | 1896 | 1901 | 1906 | 1911 | 1921 |
| ---- | ---- | ---- | ---- | ---- | ---- | ---- | ---- | ---- |
| 645  | 608  | 614  | 613  | 621  | 662  | 750  | 888  | 992  |

| 1926  | 1931  | 1936  | 1946  | 1954  | 1962  | 1968  | 1975  | 1982  |
| ----- | ----- | ----- | ----- | ----- | ----- | ----- | ----- | ----- |
| 1 097 | 1 217 | 1 188 | 1 287 | 1 697 | 2 802 | 2 850 | 2 593 | 2 890 |

| 1990  | 1999  | 2006  | 2008  | 2013  | 2018  | 2022  | - | - |
| ----- | ----- | ----- | ----- | ----- | ----- | ----- | - | - |
| 2 728 | 2 502 | 2 453 | 2 439 | 2 375 | 2 361 | 2 378 | - | - |

## Culture locale et patrimoine

### Lieux et monuments

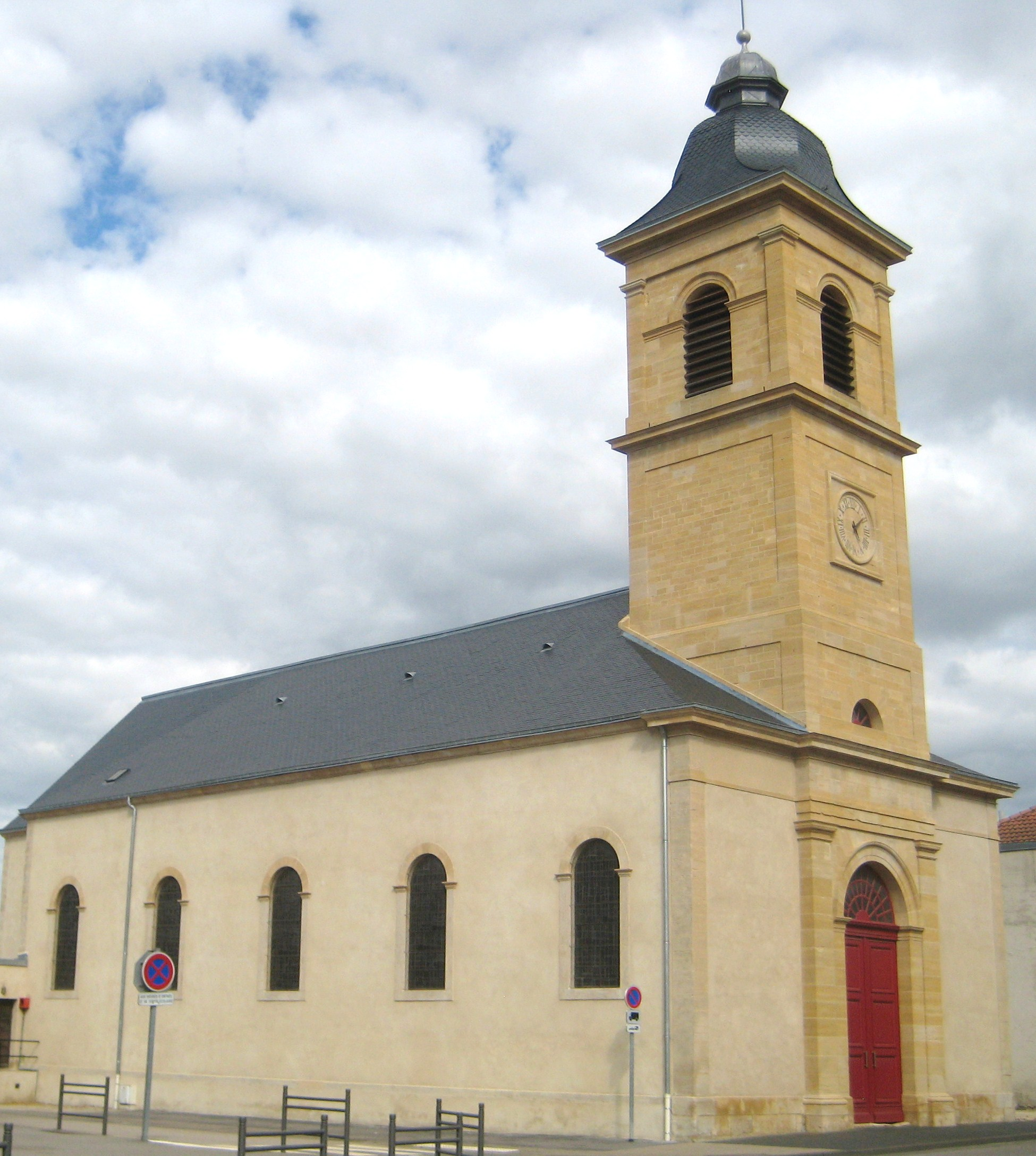
Église Saint-Martin

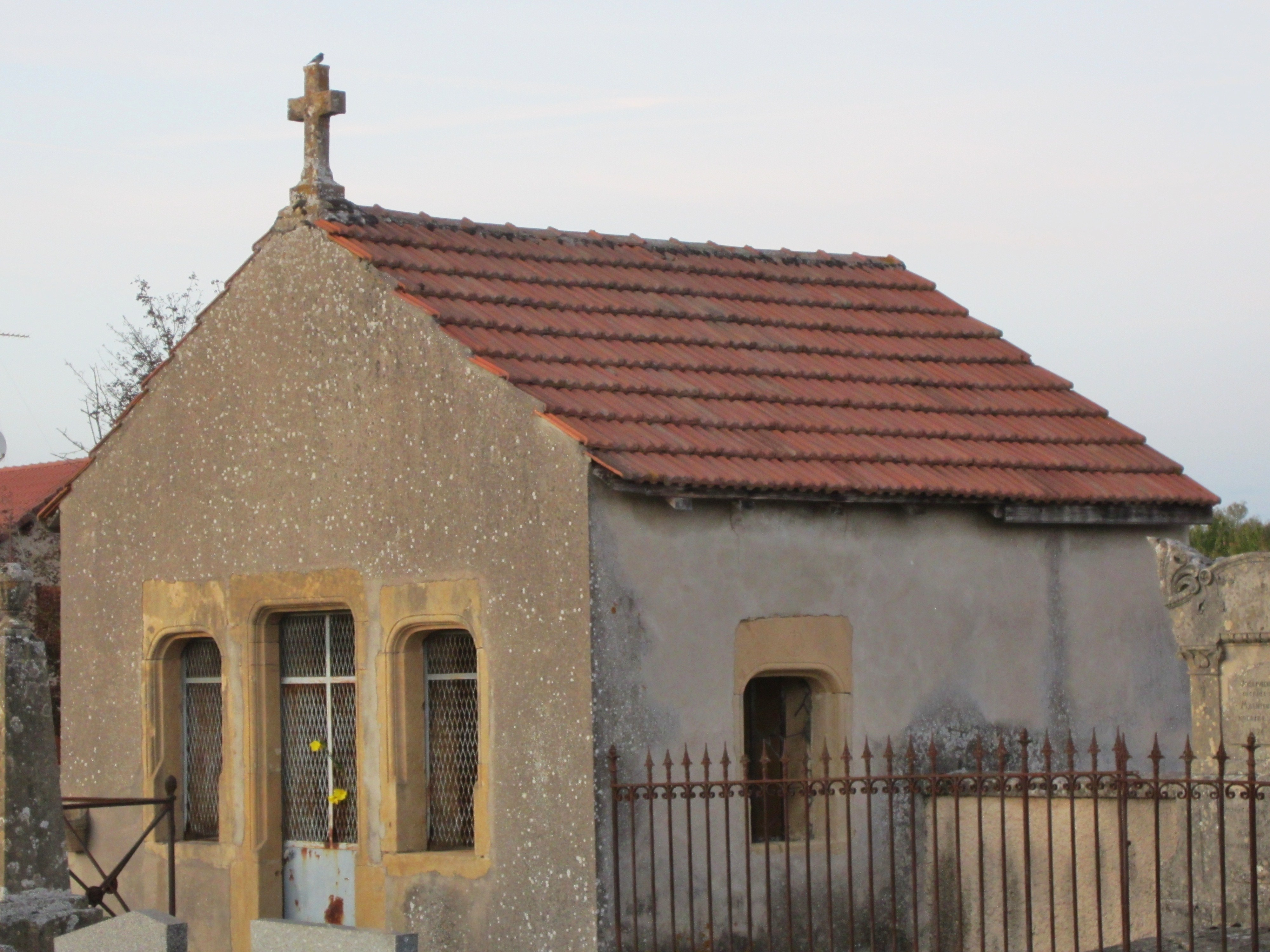
Ancien ossuaire.

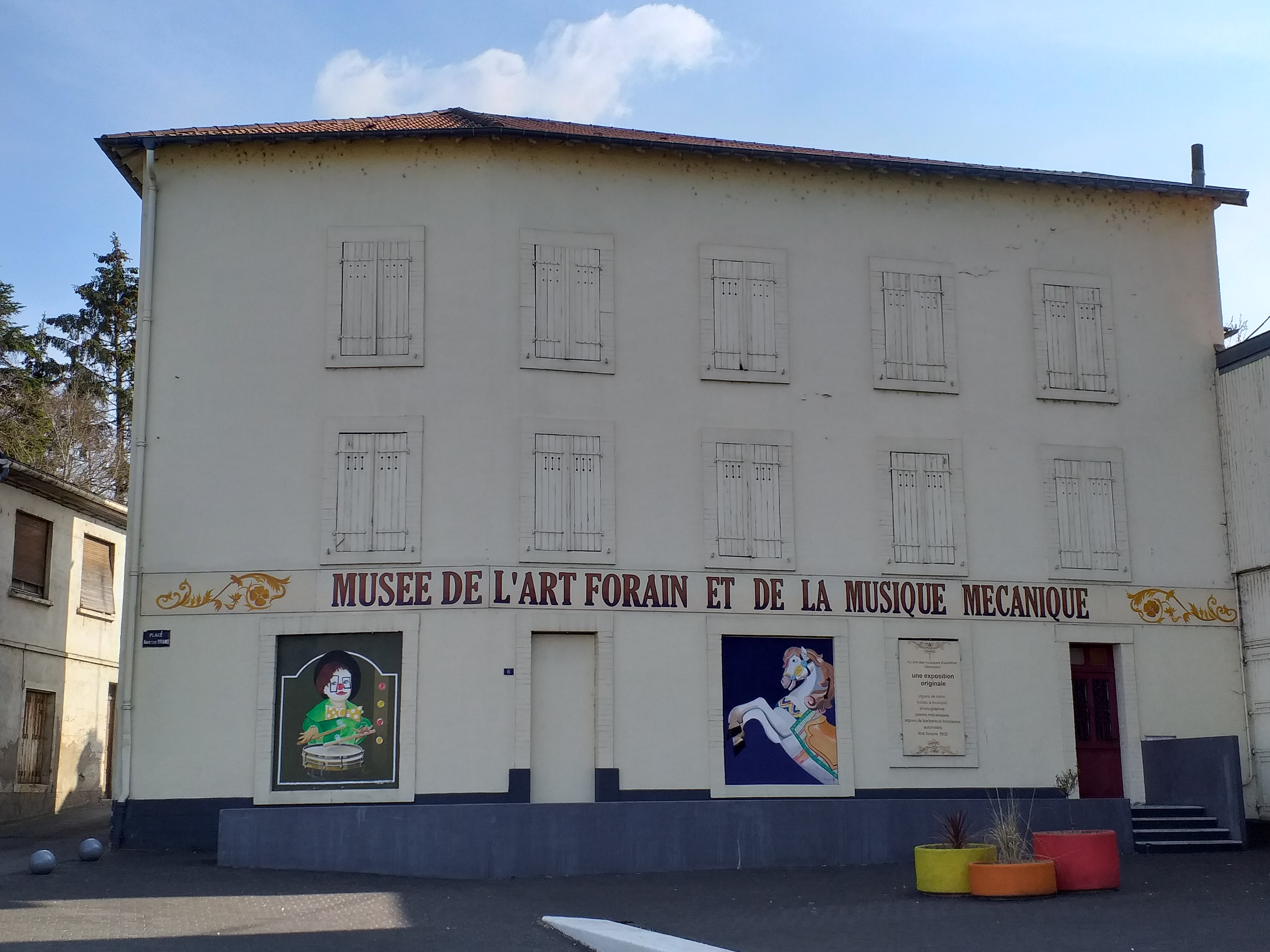
Musée de l'art forain et de la musique mécanique.

- Château fort, attesté depuis 1093, le château appartint à l'évêque de Metz au XIIe siècle, puis à la famille d'Apremont. Acquis par le comte de Bar Édouard Ier de Bar vers 1328, détruit en 1636 par les Suédois et restauré au XVIIIe siècle. Subsistent actuellement les fossés et la maison des anciens Voués dite le " Quatre pans ", datée 1716.
- Ancienne chapelle ossuaire, au lieu-dit la Côte à Larry, du XVIe siècle.  Restaurée en 1887, elle est inscrite au titre des monuments historiques par arrêté du 23 novembre 1987[30].
- Musée de l'art forain et de la musique mécanique[31] et son orchestrion Decap[32].
- Église paroissiale Saint-Martin, construite en 1844 à l'emplacement d'une ancienne chapelle Notre-Dame-de-Pitié promue église paroissiale en 1709, en remplacement de la vieille église romane à trois nefs, détruite au moment de la Révolution, qui se trouvait dans le cimetière actuel.

### Personnalités liées à la commune
- Jean de Calabre, fils naturel du duc de Lorraine Jean II, mort en 1505, comte de Briey, seigneur de Sancy, Pierrepont et Conflans-en-Jarnisy.
- Lucien Salmon (30 mai 1802, Conflans-en-Jarnisy - 20 août 1859, Conflans-en-Jarnisy), homme politique.
- Victor Maréchal (1836-1887), né à Conflans-en-Jarnisy, évêque de Laval où il est inhumé.
- Georges Grandjean (1874-1934), né à Conflans et mort à Jarny, député de Meurthe-et-Moselle en 1910.
- Eugène-Léon Rivet (1880-1964), officier de marine né à Conflans, vice-amiral d'escadre.
- Bernard Lhomme (1942-), né à Conflans, footballeur.
- Régis Cunin, auteur-compositeur-interprète, né en 1959, vit à Conflans-en-Jarnisy.

### Héraldique
| Blason de Conflans-en-Jarnisy | Blason  | Blasonnement : de sinople au chevron renversé et ondé d'argent, accompagné en chef d'une montagne surmontée d'un château ruiné d'or. |
| Blason de Conflans-en-Jarnisy | Détails | Conflans se trouve au confluent de l'Orne et de l'Yron ; celui-ci est matérialisé par le chevron renversé et ondé d'argent. Il y avait à Conflans un ancien château fort, aujourd'hui en ruines, qui fut construit en 1170 par Thierry, évêque de Metz. Adopté par la commune vers 1953 |